# 2019년 1월
| 2019년: 1월 · 2월 · 3월 · 4월 · 5월 · 6월 · 7월 · 8월 · 9월 · 10월 · 11월 · 12월 |

| \| 2019년 1월 1일 (화요일) \| \| 편집 \| |  |      |
| 과학과 기술 - 뉴 허라이즌스가 카이퍼대에 있는 (486958) 2014 MU69를 접근통과(flyby)하였다. 문화와 예술 - 소니보노 저작권 연장법(Sonny Bono Copyright Term Extension Act) 이후 처음으로 음원을 제외하고, 1923년에 발표된 모든 작품들(영화, 음악, 문학, 예술)이 미국에서 퍼블릭 도메인으로 들어갔다. 사건사고 - 일본 도쿄에서 신년 축하 행사중에 자동차 화재로 8명이 부상당하는 사건이 일어났다. 재해 - 미국 알래스카 앵커리지 9km 부근에서 규모 5.0의 지진이 발생하였다. - 오전 6시 49분 경상북도 영덕군 동북동쪽 29㎞ 해역에서 규모 3.1의 지진이 발생했다. - 오후 12시 20분 강원도 원주시 중앙시민전통시장 내 기름집에서 화재가 발생하여 인근 점포로 번져 상점 10여 곳이 소실되었다. 정치와 선거 - 카타르가 OPEC에서 탈퇴하였다 |  |      |
| 2019년 1월 1일 (화요일) |  | 편집 |

| 2019년 1월 1일 (화요일) |  | 편집 |

| \| 2019년 1월 2일 (수요일) \| \| 편집 \| |  |      |
| 법과 범죄 - 1월 1일날 일본 도쿄에서 자동차 화재로 8명이 부상당하는 사건과 관련해 용의자가 범행 동기를 "옴진리교 사형 집행에 대한 보복"이라고 밝혔다. 재해 - 경상북도 문경시에서 규모 2.2의 지진이 발생했다. |  |      |
| 2019년 1월 2일 (수요일) |  | 편집 |

| 2019년 1월 2일 (수요일) |  | 편집 |

| \| 2019년 1월 3일 (목요일) \| \| 편집 \| |  |      |
| 과학과 기술 - 중화인민공화국의 창어 4호가 인류 역사상 처음으로 달의 뒷면에 착륙하였다. 국제 관계 - 대한민국 국가정보원은 조성길 이탈리아 주재 조선민주주의인민공화국 대사대리가 최근 망명을 타진한 사실을 확인했다고 밝혔다. 사회 - 대한민국 교육부는 학교에서 자율적으로 시행했던 주 5일제 수업이 2020년부터 의무화되고, 토요일과 공휴일 학교 행사도 수업일수로 인정할 예정이라고 밝혔다. 재해 - 2019년 구마모토 지진: 오후 6시 10분에 일본 구마모토현에서 규모 5.0의 지진이 발생했다. 정치와 선거 - 2018년 미국 연방 정부 폐쇄: 새로 취임한 미국 하원의원은 9월 30일까지 대부분의 폐쇄된 부서 및 기관에 자금을 지원하는 주요 지출 법안을 통과시키고 미국 국토안보부를 재가동하기위한 중단 조치를 통과시켰다. |  |      |
| 2019년 1월 3일 (목요일) |  | 편집 |

| 2019년 1월 3일 (목요일) |  | 편집 |

| \| 2019년 1월 4일 (금요일) \| \| 편집 \|                                                                       |  |      |
| 재해 오후 6시 50분에 경상북도 군위군 산성면 백학리 뒷산에 난 불은 임야 1.5㏊를 태우고 4시간여 만에 진화되었다. |  |      |
| 2019년 1월 4일 (금요일)                                                                                        |  | 편집 |

| 2019년 1월 4일 (금요일) |  | 편집 |

| \| 2019년 1월 5일 (토요일) \| \| 편집 \| |  |      |
| 문화와 예술 - 2018년 콘스탄티노폴리스-모스크바 분열: 콘스탄티노폴리스 총대주교는 동방 정교회의 계속되는 분열로 우크라이나 정교회에 독립을 부여하였다. 스포츠 - 2019년 AFC 아시안컵이 아랍에미리트에서 개막하였다. 재해 - 폴란드의 방탈출 게임방에서 화재가 발생하여 10대 소녀 5명이 사망한 사건이 발생하였다. 정치와 선거 - 도널드 트럼프 미국 대통령은 미국-멕시코 국경지대에 장벽을 쌓기 위해 의회를 피해 국가비상사태를 선포하는 방안을 검토하고 있다고 언급하였다. |  |      |
| 2019년 1월 5일 (토요일) |  | 편집 |

| 2019년 1월 5일 (토요일) |  | 편집 |

| \| 2019년 1월 6일 (일요일) \| \| 편집 \|                                  |  |      |
| 재해 - 아프가니스탄 북동부 지역에서 금광이 무너져 최소 30명이 사망하였다. |  |      |
| 2019년 1월 6일 (일요일)                                                   |  | 편집 |

| 2019년 1월 6일 (일요일) |  | 편집 |

| \| 2019년 1월 7일 (월요일) \| \| 편집 \| |  |      |
| 국제 관계 - 세계은행의 김용 총재가 오는 2월 1일에 사임한다고 밝혔다. 김 총재는 2012년 총재에 취임해, 2016년 연임하였으며, 2022년까지의 잔여 임기는 3년 반 정도 남아있다. - 미국과 중화인민공화국이 베이징에서 차관급 무역 협상을 개시하였다. 서로 관세를 부과하며 마찰을 빚어온 양국은 지난 2018년 12월 1일, 90일간 추가적인 관세 부과 등을 중단하고, 관련 협상을 하기로 합의한 바 있다. 정치와 선거 - 가봉 정부가 알리 봉고 온딤바 대통령의 부재를 틈 타 쿠데타 시도가 있었으나, 관련 장교들을 사살하고 사태를 진압했다고 밝혔다. 봉고 대통령은 지난 2018년 10월 사우디아라비아 방문 중 뇌졸중으로 쓰러졌으며, 현재 모로코에서 치료 중이다. |  |      |
| 2019년 1월 7일 (월요일) |  | 편집 |

| 2019년 1월 7일 (월요일) |  | 편집 |

| \| 2019년 1월 8일 (화요일) \| \| 편집 \| |  |      |
| 경제와 비즈니스 - 세계 최대 규모의 가전 박람회인 2019 소비자 가전 전시회(CES, 세스)가 미국 네바다주 라스베이거스에서 열렸다. 2019년 행사는 8일부터 11일까지 진행된다. - 삼성전자가 기존 마이크로LED 대비 1/15 크기의 소자가 사용된 75형 스크린 및 모듈러 TV 더 월 등을 공개하였다. - LG전자가 필요에 따라 화면을 종이처럼 말수 있는 롤러블TV 등을 공개하였다. - 인텔이 자사의 차세대 마이크로아키텍처인 서니 코브(Sunny Cove) 및 10nm(나노미터) 공정을 적용한 중앙 처리 장치(CPU) 등을 공개하였다. 국제 관계 - 중화인민공화국 시진핑 주석과 조선민주주의인민공화국의 김정은 국무위원장의 4차 정상회담이 베이징에서 진행되었다. 김정은 위원장은 7일부터 10일까지 체류할 것으로 알려졌다. 법과 범죄 - 중국 베이징에서 초등학교 대상으로 테러가 일어나 어린이 20명이 부상당했으며, 그 중 3명은 중상을 입었다. 용의자는 현장에서 공안당국에 의해 체포되었다. |  |      |
| 2019년 1월 8일 (화요일) |  | 편집 |

| 2019년 1월 8일 (화요일) |  | 편집 |

| \| 2019년 1월 9일 (수요일) \| \| 편집 \| |  |      |
| 문화와 예술 - 대한민국 문화재청이 낙화장, 장 담그기의 국가무형문화재 종목 지정(2018년 12월 27일)을 관보에 고시하였다. 법과 범죄 - 호주 멜버른에서 미국과 영국 대사관에 의심스러운 물건이 발견되었다. - 강제 징용 소송 판결에 따른 손해배상금 및 지연손해금과 관련하여, 신일철주금(과거 신일본제철)의 대한민국 내 자산 중 PNR(철강 부산물 재활용 업체, 자본금 규모 약 390억 5,000만원)의 주식 81,075주가 압류되었다. 1월 3일 압류 신청이 승인되었으나, 서류 송달이 지연되면서 9일 효력이 발생하게 되었다. 대법원 전원합의체는 지난 2018년 10월, 강제징용 배상 소송에서 원고측 4명의 손을 들어주며, 각각 1억원의 손해배상을 판결한 바가 있다. |  |      |
| 2019년 1월 9일 (수요일) |  | 편집 |

| 2019년 1월 9일 (수요일) |  | 편집 |

| \| 2019년 1월 10일 (목요일) \| \| 편집 \| |  |      |
| 사건사고 - 건양대학교가 캄보디아에서 봉사활동을 하다 학생 2명이 숨진 것과 관련해 오후 사고수습팀과 유가족을 현지로 급파하였다. 재해 - 경상북도 경주시 남남서쪽 5km 지역에서 규모 2.5의 지진이 발생하였다. |  |      |
| 2019년 1월 10일 (목요일) |  | 편집 |

| 2019년 1월 10일 (목요일) |  | 편집 |

| \| 2019년 1월 11일 (금요일) \| \| 편집 \| |  |      |
| 법과 범죄 - 대한민국 양승태 전 대법원장이 직권남용권리행사방해 등 혐의로 피의자 신분으로 검찰에 출석하였다. - 스페인에서 프로테니스 대회의 승부를 조작한 프로테니스 선수 28명이 포함된 스포츠 경기 승부조작 일당 83명이 적발되었다. 정치와 선거 - 2018-2019년 미국 연방 정부 폐쇄: 미지급된 공무원 급여에 대하여, 셧다운(Shutdown, 정부 폐쇄) 해제 이후에 소급하여 지급하는 법안이 하원에서 통과되었다. 해당 법안은 전날인 10일 상원에서 만장일치로 통과된 바 있다. |  |      |
| 2019년 1월 11일 (금요일) |  | 편집 |

| 2019년 1월 11일 (금요일) |  | 편집 |

| \| 2019년 1월 12일 (토요일) \| \| 편집 \| |  |      |
| 사고 - 쿠바 동부 지역에서 외국인 관광객을 태운 버스 전복되는 사고로 7명 사망하고 33명이 부상당했다. - 프랑스 파리 시내의 한 빵집에서 폭발 사고가 발생, 소방관 2명을 포함하여 최소 3명이 숨지고 47명이 부상을 입었다. 가스 누출 신고를 받은 소방관들이 출동하여 조사하던 중 폭발 사고가 발생함에 따라, 폭발의 원인은 가스 누출로 추정되고 있다. - 중화인민공화국 산시성 선무 시의 한 탄광에서 붕괴 사고가 발생, 최소 21명이 숨졌다. 정치와 선거 - 2018-2019년 미국 연방 정부 폐쇄: 2018년 12월 22일 시작된 셧다운(Shutdown, 정부 폐쇄)이 22일째를 맞으며 역대 최장 기간 폐쇄 기록을 새롭게 썼다. 이전 기록은 빌 클린턴 행정부 시절의 21일(1995년 12월 16일∼1996년 1월 5일)이다. |  |      |
| 2019년 1월 12일 (토요일) |  | 편집 |

| 2019년 1월 12일 (토요일) |  | 편집 |

| \| 2019년 1월 13일 (일요일) \| \| 편집 \|                                                                                |  |      |
| 문화와 예술 - 영국의 신문 가디언지가 기존의 폴리에틸렌 포장지를 생분해가 되는 감자 녹말 재질의 포장지로 바꾼다고 밝혔다. |  |      |
| 2019년 1월 13일 (일요일)                                                                                                 |  | 편집 |

| 2019년 1월 13일 (일요일) |  | 편집 |

| \| 2019년 1월 14일 (월요일) \| \| 편집 \| |  |      |
| 사고 - 천안 라마다 호텔 화재: 오후 4시 56분 충청남도 천안시 서북구 쌍용동 라마다 호텔 지하에서 화재가 발생했다. 그 과정에서 1명이 사망하고 3명이 중상 15명이 중경상을 입었다. - 2019 사하 항공 보잉 707 추락사건: 이란의 항공사 사하 항공의 보잉 707 군용 화물기가 파트헤(Fath) 공항 인근에 추락하는 사고가 발생하였다. 이 사고로 탑승하고 있던 16명 중 최소 15명이 숨지고, 1명은 중상을 입고 생존하였다. - 폴란드에서 그단스크 시장이 자선 콘서트 무대에서 테러 공격을 당해 사망하였다. |  |      |
| 2019년 1월 14일 (월요일) |  | 편집 |

| 2019년 1월 14일 (월요일) |  | 편집 |

| \| 2019년 1월 15일 (화요일) \| \| 편집 \| |  |      |
| 문화와 예술 - 미국의 배우 캐럴 채닝이 97세를 일기로 숨졌다. 정치와 선거 - 영국의 하원에서 브렉시트(Brexit) 합의안 승인 투표가 실시되어 부결되었다. 632명이 투표에 참여하였으며, 찬성 202표 반대 432표로 부결되었다. |  |      |
| 2019년 1월 15일 (화요일) |  | 편집 |

| 2019년 1월 15일 (화요일) |  | 편집 |

| \| 2019년 1월 16일 (수요일) \| \| 편집 \| |  |      |
| 무력충돌과 공격 - 아프리카 케냐 나이로비 도심에서 총격과 폭탄 테러가 발생, 최소 15명이 사망했다. 소말리아계 이슬람 극단주의 무장단체 알샤바브는 이번 테러를 자신들의 소행이라고 주장했다. 정치와 선거 - 영국에서 정부 불신임안이 부결되었다. 전날(15일) 브렉시트 합의안의 부결 직후, 제1야당인 노동당 제러미 코빈 대표가 하원에 불신임안을 제출하였다. 투표 결과 19표차(찬성 306표, 반대 325표)로 부결되었으며, 이에 따라 테리사 메이 총리는 정권을 유지하게되었다. |  |      |
| 2019년 1월 16일 (수요일) |  | 편집 |

| 2019년 1월 16일 (수요일) |  | 편집 |

| \| 2019년 1월 17일 (목요일) \| \| 편집 \| |  |      |
| 과학과 기술 - 페이스북은 자사의 서비스 오용에 대한 단속의 일환으로 러시아 기반의 계정 및 페이지를 삭제하였다. 국제 관계 - 김영철 조선민주주의인민공화국 조선로동당 중앙위 부위원장이 미국 워싱턴 D.C에 방문하였다. 김 부위원장은 미국의 마이크 폼페이오 국무장관과 2차 북미정상회담 개최에 대해 논의할 예정이다. 재해 - 일본 남서부 규슈 가고시마현 구치노에라부섬에 있는 신다케 화산이 폭발했다. - 프랑스에서 클로드 버나드 대학교의 화재로 3명이 부상당했다. |  |      |
| 2019년 1월 17일 (목요일) |  | 편집 |

| 2019년 1월 17일 (목요일) |  | 편집 |

| \| 2019년 1월 18일 (금요일) \| \| 편집 \| |  |      |
| 경제와 비즈니스 - 미국의 전기자동차 기업인 테슬라가 실적부진으로 정규직 직원의 약 7%에 해당하는 3000여 명을 감원할 것이라고 밝혔다. 나스닥 시장에서 테슬라의 주가는 약 13% 급락하였다. 국제 관계 - 미국 백악관이 도널드 트럼프 미국 대통령과 김영철 조선민주주의인민공화국 조선로동당 중앙위 부위원장이 90분간 백악관에서 면담하였으며, 2월 말에 2차 북미정상회담을 개최할 예정이라고 밝혔다. 다만, 백악관은 회담 개최 장소 및 일정을 특정하지는 않았다. 양측은 지난 2018년 6월 12일, 싱가포르에서 첫 북미정상회담을 가진 바 있다. 법과 범죄 - 말레이시아 법원이 슬랑오르주 타만 곰박 리아 지역의 한 세탁소에서 임신한 고양이를 세탁물 건조기에 집어넣어 죽인 택시기사에게 징역 2년의 실형을 선고하였다. 사고 - 멕시코 이달고주를 지나는 송유관에서 폭발 사고가 발생하였다. 지역 당국은 최소 66명이 숨지고, 76명 이상이 부상을 입었다고 밝혔다. 국영 석유회사 페멕스(Pemex)는 송유관에 구멍을 내 연료를 훔치는 과정에서 사고가 발생하였다고 밝혔다. 정치와 선거 - 스웨덴에서 사민당의 스테판 뢰벤을 총리로 하는 정부 구성안이 통과되었다. 스웨덴 의회에서 표결 결과 찬성 115, 반대 153, 기권 77으로 통과되었다. 스웨덴 정부 구성안은 총 349석의 의석 중 반대표가 과반(175석)을 넘지 않으면 통과될 수 있다. 스웨덴은 2018년 9월 총선 이후 약 4개월 동안 정부 구성에 난항을 겪어왔으며, 이틀 전 3개 소수당이 반대가 아닌 기권표를 약속하며 정부 구성안이 통과될 것으로 예상된 바 있다. |  |      |
| 2019년 1월 18일 (금요일) |  | 편집 |

| 2019년 1월 18일 (금요일) |  | 편집 |

| \| 2019년 1월 19일 (토요일) \| \| 편집 \| |  |      |
|                                           |  |      |
| 2019년 1월 19일 (토요일)                  |  | 편집 |

| 2019년 1월 19일 (토요일) |  | 편집 |

| \| 2019년 1월 20일 (일요일) \| \| 편집 \| |  |      |
| 국제 관계 - 이스라엘과 차드가 47년 만에 외교 관계를 복원하였다. 이스라엘의 베냐민 네타냐후 총리가 차드의 수도 은자메나를 방문, 이드리스 데비 대통령과 회담을 갖고, 외교 관계 복원 및 기타 협정에 서명하였다. 차드는 1972년 이스라엘과 외교 관계를 끊었었다. 사고 - 대한민국 경기도 안산시, 경상북도 대구광역시에서 20 ~ 30대 성인 8명, 영유아 8명이 홍역에 걸린 것으로 확진되었다. |  |      |
| 2019년 1월 20일 (일요일) |  | 편집 |

| 2019년 1월 20일 (일요일) |  | 편집 |

| \| 2019년 1월 21일 (월요일) \| \| 편집 \| |  |      |
| 무력 충돌과 공격 - 말리에서 UN평화유지군이 피습당해 10명이 사망하고 25명이 부상을 입었다. 정치와 선거 - 스웨덴에서 새 연립 정부가 출범하였다. 스테판 뢰벤 총리가 계속하여 총리를 맡게된다. 스웨덴 의회에서 지난 1월 18일 정부 구성안이 통과됨에 따라 2018년 스웨덴 의회선거 이후 131일 만에 새 정부를 구성하게 되었다. |  |      |
| 2019년 1월 21일 (월요일) |  | 편집 |

| 2019년 1월 21일 (월요일) |  | 편집 |

| \| 2019년 1월 22일 (화요일) \| \| 편집 \| |  |      |
| 무력충돌과 공격 - 이스라엘의 시리아 주둔 이란군에 대한 공습으로 11명이 사망하는 사건이 발생하였다. 법과 범죄 - 미국의 가수 크리스 브라운과 2명의 동료들은 강간과 마약 혐의로 프랑스 경찰에 체포되었다. 사건사고 - 케르치 해협에서 2척의 선박에 화재가 발생하면서 최소 11명의 선원이 사망하는 사건이 발생하였다. |  |      |
| 2019년 1월 22일 (화요일) |  | 편집 |

| 2019년 1월 22일 (화요일) |  | 편집 |

| \| 2019년 1월 23일 (수요일) \| \| 편집 \| |  |      |
| 국제 관계 - 베네수엘라가 미국과의 정치·외교 관계 단절을 선언하고 미국 외교관들에게 72시간안에 베네수엘라를 떠날 것을 요구했다. 정치와 선거 - 2018-2019년 미국 연방 정부 폐쇄: 낸시 펠로시 하원 의장이 국회의사당에서 도널드 트럼프 대통령의 국정 연설은 연방 정부 폐쇄 이후라며, 대통령 국정 연설을 거부한다고 밝혔다. 이에 대하여 트럼프 대통령이 29일 예정대로 연설할 것이라고 밝혔으며, 이에 대하여 펠로시 하원 의장은 합의에 의한 날짜로 연기하거나, 서면으로 대체되어야 한다며 거부하였다. |  |      |
| 2019년 1월 23일 (수요일) |  | 편집 |

| 2019년 1월 23일 (수요일) |  | 편집 |

| \| 2019년 1월 24일 (목요일) \| \| 편집 \| |  |      |
| 경제와 비즈니스 - 한국은행 기준금리: 한국은행이 기준금리 1.75%를 유지한다고 밝혔다. 한국은행 기준금리는 지난 2018년 11월 30일 0.25%가 인상된 바 있다. 재해 - 사우스오스트레일리아주의 기온이 46.6도, 1939년 이후 가장 높은 최대 온도에 도달하였다. 정치와 선거 - 2018-2019년 미국 연방 정부 폐쇄: 상원 표결에서 도널드 트럼프 대통령의 타협안을 담아 공화당이 제출한 예산안과 민주당이 제출한 예산안이 모두 부결되었다. 각 예산안은 가결 정족수 60표를 넘지 못하였다. |  |      |
| 2019년 1월 24일 (목요일) |  | 편집 |

| 2019년 1월 24일 (목요일) |  | 편집 |

| \| 2019년 1월 25일 (금요일) \| \| 편집 \| |  |      |
| 경제와 비즈니스 - 한국도로공사가 관리하는 전국 고속도로의 모든 휴게소에 포함 졸음쉼터에 무료 와이파이를 설치하였다. 국제 관계 - 그리스 의회가 마케도니아 공화국이 '북마케도니아 공화국'으로 국명을 바꾸는 등의 프레스파 협정 합의안에 대하여 비준하였다. 지난 2018년 6월 12일, 양측은 마케도니아의 국명 변경을 조건으로 유럽 연합(EU)과 북대서양조약기구(NATO) 가입에 반대하지 않기로 합의한 바 있다. 정치와 선거 - 2018-2019년 미국 연방 정부 폐쇄: 도널드 트럼프 대통령과 의회 지도부가 3월 15일 까지 3주간의 임시 예산안에 합의하였다. 이를 공화당과 민주당이 만장일치로 통과시켰으며, 트럼프 대통령이 서명하면서 곧바로 효력이 발생하였다. 역대 최장 기간인 35일을 기록한 정부 폐쇄는 일단 해소되었다. |  |      |
| 2019년 1월 25일 (금요일) |  | 편집 |

| 2019년 1월 25일 (금요일) |  | 편집 |

| \| 2019년 1월 26일 (토요일) \| \| 편집 \| |  |      |
| 사고 - 브루마지뉴 댐 붕괴 사고: 브라질 벨루오리존치 브루마지뉴 지역에서 3개 광산 댐이 붕괴되어 흙더미가 주변 마을을 덮쳤다. 이로 인하여 최소 200~300명이상 실종되었으며, 가옥 수백채가 침수되었다. 현장에서 시신 9구가 발견되었다. - 인도네시아 술라웨시에서 홍수와 산사태로 인한 피해로 59명이 사망하고 실종자가 25명 수천명의 이재민이 발생하였다. |  |      |
| 2019년 1월 26일 (토요일) |  | 편집 |

| 2019년 1월 26일 (토요일) |  | 편집 |

| \| 2019년 1월 27일 (일요일) \| \| 편집 \|                                |  |      |
| 이날 워너원의 마지막 콘서트인 therefore가 막을 내리고, 워너원은 해체했다 |  |      |
| 2019년 1월 27일 (일요일)                                                 |  | 편집 |

| 2019년 1월 27일 (일요일) |  | 편집 |

| \| 2019년 1월 28일 (월요일) \| \| 편집 \| |  |      |
| 과학과 기술 - 한국철도기술연구원은 수소연료전지에 기반한 하이브리드 철도차량인 수소철도차량을 개발하고 있다고 밝혔다. 법과 범죄 - 화성 동탄 원룸 살인사건: 대한민국 경기도 화성시의 한 원룸에서 남녀 2명이 흉기에 찔려 1명이 사망하고 용의자가 도주하는 사건이 발생하였다. - 미국 법무부는 중국의 화웨이 책임자를 공무집행방해, 기술 유출 등으로 검찰에 고발하였다. 사고 - 브루마지뉴 댐 붕괴 사고: 브라질 당국은 추가로 다른 댐이 붕괴 사고가 우려가 된 가운데 생존자 수색을 중단하였다. 재해 - 부산광역시 기장군 철마면 소산마을 뒷산 능선에서 화재가 발생하였다. |  |      |
| 2019년 1월 28일 (월요일) |  | 편집 |

| 2019년 1월 28일 (월요일) |  | 편집 |

| \| 2019년 1월 29일 (화요일) \| \| 편집 \|                              |  |      |
| 과학과 기술 - 대한민국의 천리안 위성 2A호가 첫 영상 수신에 성공하였다. |  |      |
| 2019년 1월 29일 (화요일)                                               |  | 편집 |

| 2019년 1월 29일 (화요일) |  | 편집 |

| \| 2019년 1월 30일 (수요일) \| \| 편집 \| |  |      |
|                                           |  |      |
| 2019년 1월 30일 (수요일)                  |  | 편집 |

| 2019년 1월 30일 (수요일) |  | 편집 |

| \| 2019년 1월 31일 (목요일) \| \| 편집 \| |  |      |
|                                           |  |      |
| 2019년 1월 31일 (목요일)                  |  | 편집 |

| 2019년 1월 31일 (목요일) |  | 편집 |

| <           | 2019년 1월 | 2019년 1월   | 2019년 1월 | 2019년 1월 | 2019년 1월 | >          |
| 일          | 월         | 화           | 수         | 목         | 금         | 토         |
|             |            | 1 11.26 무술 | 2 27 기해  | 3 28 경자  | 4 29 신축  | 5 30 임인  |
| 6 12.1 계묘 | 7 2 갑진   | 8 3 을사     | 9 4 병오   | 10 5 정미  | 11 6 무신  | 12 7 기유  |
| 13 8 경술   | 14 9 신해  | 15 10 임자   | 16 11 계축 | 17 12 갑인 | 18 13 을묘 | 19 14 병진 |
| 20 15 정사  | 21 16 무오 | 22 17 기미   | 23 18 경신 | 24 19 신유 | 25 20 임술 | 26 21 계해 |
| 27 22 갑자  | 28 23 을축 | 29 24 병인   | 30 25 정묘 | 31 26 무진 |            |            |

| - 2018년 - 12월 - 2019년 - 1월 - 2월 편집하기 |